# Лавал, Самсон
Самсон Адениран Лавал (англ. Samson Adeniran Lawal; род. 25 апреля 2004) — нигерийский футболист, полузащитник клуба «Ливингстон».

## Клубная карьера
Лавал — воспитанник клуба «Кацина Юнайтед». В 2022 году он дебютировал в чемпионате Нигерии. Летом 2023 года Лавал перешёл в шотландский «Ливингстон», подписав контракт на 3 года.

## Международная карьера
В 2023 году в составе молодёжной сборной Нигерии Лавал принял участие в молодёжном Кубке Африки в Египте. На турнире он сыграл в матчах против команд Сенегала, Египта, Мозамбика, Уганды, Гамбии и Туниса. В поединке против мозамбикцев Самсон забил гол. 
В том же году Лавал принял участие в молодёжном чемпионате мира в Аргентине. На турнире он сыграл в матчах против команд Доминиканской Республики, Италии, Бразилии, Аргентины и Южной Кореи. В поединке против доминиканцев Самсон забил гол.